# 青木雨彦
青木 雨彦（あおき あめひこ、1932年11月17日 ‐ 1991年3月2日）は、日本のコラムニスト、文芸評論家。
本名は青木福雄。

## 人物
神奈川県横浜市出身。神奈川県立横浜翠嵐高等学校、早稲田大学文学部仏文科卒。同大学大学院修士課程修了。在学中は「早稲田大学現代文学会」に所属。会員に生島治郎、高井有一、富島健夫がいた。生島は神奈川県立横浜第二中学校（横浜翠嵐高等学校の前身）以来の友人でもある。
新聞記者として東京タイムズ社に勤務、学芸部長を務めた。その後、学習参考書編集者を経てコラムニスト・文芸評論家に。1972年から1978年まで『週刊朝日』に「人間万歳」を連載し、「アメヒコ節」で人気を博した。早川書房の『ミステリマガジン』誌では、読者の誌上登場コーナー「街角のあなた」のインタビュアーなども行っている。
1978年、『課外授業 ミステリにおける男と女の研究』で第31回日本推理作家協会賞評論部門受賞。

## 著者
- 事件記者日記 オリオン社 1964
- 昭和ヒトケタ社員 サラリーマンにとって男らしさとは何か ダイヤモンド社 1970
- 昭和フタケタ諸君 サラリーマンはカッコわるいか ダイヤモンド社 1972
- ノンフィクション百科 R出版 1972（のち、集英社文庫）
- 男の仕事場 昭和ヒトケタの唄 産業能率短期大学出版部 1973
- この見事な人たち 男らしさを求めて 産業能率短期大学出版部 1974
- 男の履歴書 北洋社 1975
- 男の家計簿 泣くなサラリーマン 産業能率短期大学出版部 1975
- 男の子守唄 PHP研究所 1975（のち、講談社文庫）
- 中年老い易く 産業能率短期大学出版部 1976（のち、『男はそれをガマンできない』と改題して徳間文庫）
- 夜間飛行 ミステリについての独断と偏見 早川書房 1976（のち、講談社文庫）
- 会社嫌い 言っちゃナンだが 日新報道 1976
- 男の長電話 産業能率短期大学出版部 1976（のち、講談社文庫）
- おとこの身辺博物誌 住宅新報社 1976.11
- 課外授業 ミステリにおける男と女の研究 早川書房 1977.10（のち、講談社文庫・双葉文庫）
- 男の歳時記 サラリーマン考現学 ぎょうせい 1978.8
- 洒落た関係 ダイヤモンド社 1978.9（のち、集英社文庫）
- にんげん百一科事典 山藤章二絵 講談社 1979.3（のち、講談社文庫）
- 冗談の作法 ダイヤモンド社 1979.6（のち、新潮文庫）
- 優しくなければ… 文化出版局 1979.9（のち、集英社文庫）
- サラリーマン反道徳精神のすすめ 講談社 1980.5（のち、講談社文庫）
- 人間万歳 男性篇／女性篇 けいせい出版 1980.10
- 大人の会話 ダイヤモンド社 1981.1
- 男と女のト音記号 講談社 1981.3（のち、講談社文庫）
- つき合い方知ってますか 男と女 奴と俺 親父・女房その子ども 青春出版社 1981.2
- このすばらしき「天才」たち PHP研究所 1981.12
- 女はいつもミステリー 文化出版局 1981.12（のち、集英社文庫）
- 遠くて近きは… 講談社 1982.3（のち、講談社文庫）
- 雨彦流当世文章作法 実業之日本社 1982.3
- サラリーマン武士道 潮出版社 1982.5
- 男の日曜日 ダイヤモンド社 1982.6（のち、新潮文庫）
- 一刀半断 双葉社 1983.1
- 男の博物誌 講談社 1983.1
- 嘘でもいいから… 講談社 1983.3（のち、講談社文庫）
- ああ、男ごころ 集英社 1983.3
- 男の更衣室 講談社 1983.7
- 雨彦のにんげん博覧会 講談社 1983.9
- 深夜同盟 早川書房 1984.4（のち、ハヤカワ文庫）
- 長女の本 顔もいいけど心がきれいだ 情報センター出版局 1984.1
- よせばいいのに… 講談社 1984.3（のち、講談社文庫）
- 男のティータイム 潮出版社 1984.4
- 男と女の泣きボクロ 集英社 1984.9
- こっそり教えます 講談社 1984.10
- 人が見える人が読める人間講座 日本実業出版社 1984.11
- せめてこれだけ… 講談社 1985.3（のち、講談社文庫）
- 男と女の集積回路 潮出版社, 1985.4
- 男の知らんぷり 現代書林, 1985.6
- 雨彦の実用読書術 講談社, 1985.10
- 男の帰り道 主婦と生活社, 1985.11
- 女と男の方程式 講談社 1986.3（講談社文庫）
- 女と男は因数分解 女ってナンだ？男ってナンだ？どっちがスゴい？ ハーレクイン・エンタープライズ日本支社 1986.4
- 共犯関係 早川書房 1986.6
- 雨彦のにんげん四季報 講談社 1986.10（のち、講談社文庫）
- 悩みは人のためならず 雨彦流人生虎の巻 主婦と生活社 1986.12
- 男と女は混線電話 講談社 1987.3
- 粋な関係 集英社 1987.9
- しごとが面白くなる平家物語 組織を活性化させる人間関係のつくり方 ダイヤモンド社 1987.9（のち、講談社文庫）
- はじめてコラムを書く 主婦の友社 1987.10
- 人間関係の技術! 日本実業出版社 1987.12
- 男のためいき女の寝息 講談社 1988.3
- 男と女講座 フォー・ユー 1988.5
- 雨彦のPTA会長奮戦記 講談社 1988.4
- 男の風上 サラリーマン戦陣訓 毎日新聞社 1988.9
- 嫁ぐ娘に贈る言葉 父親が思うこと、希むこと、託すこと 大和出版 1988.11
- スピーチのコツ、教えます コラムでトーク 文化出版局 1989.1
- 酩酊証言 ミステリと恋愛 早川書房 1989.1
- 会社万葉集 「光る話」の花束 光文社 1989.8
- 共犯関係 ミステリと恋愛 早川書房 1989.10
- どんとこい漢字・熟語 遊び感覚であなたも博士 青木雨彦,日本語を楽しむ研究会 ベストセラーズ 1989
- ザッツ・コモンセンス 雨彦の交遊話題 ぎょうせい 1990.1
- 脱オバサン講座 毎日新聞社 1990.5
- ことわざ・故事成句、ああ勘違い 陰で笑われないために ベストセラーズ 1990.6
- 古今東西男は辛い 黒鉄ヒロシ絵 文藝春秋 1990.8
- 自己啓発読本 ガイア 1990.9
- ことわざ雨彦流 講談社 1990.10
- こっそり教えます 講談社 1990.12
- 偽証転々 ミステリと恋愛 早川書房 1991.4
- さいごの雨彦流 講談社 1992.2（のち、講談社文庫）

## 共著
- OLハンドブック クイズコミック 峯松孝好 世界文化社 1985.3
- あめ・もれ動詞事典 フランソワーズ・モレシャン 朝日新聞社 1987.9
- 雨彦・秀子のさわやか人生案内 高峰秀子 三笠書房 1987.10
- 難解言葉にクイズで挑戦 読めない、書けない、話せない 日本語を楽しむ研究会 ベストセラーズ, 1989.8
- 恥かき言葉の研究 うっかり誤用の日常会話集 日本語を楽しむ研究会 ベストセラーズ 1989